# Skandinavische UFO-Welle
Skandinavische UFO-Welle ist eine Bezeichnung für eine Serie von UFO-Sichtungen im Jahr 1946, die aus Skandinavien bekannt wurde. Angeblich sahen Zeugen mehrere raketenförmige UFOs und vereinzelt auch deren Einschläge in skandinavische Seen. In der Presse wurden diese als Geisterraketen (schwed. Spökraketer, engl. Ghost Rockets) bezeichnet.

## Ereignisse
Ab Februar 1946 gab es häufige Berichte über Sichtungen von ungewöhnlichen kugelförmigen Objekten über Schweden. Ab Juni des Jahres wurden in diesem Zusammenhang auch Sichtungen raketenförmiger Objekte erwähnt, die den V1 und V2 ähnlich gewesen sein sollen, mit dem Unterschied, dass diese keine spitzzulaufende, sondern abgerundete Köpfe aufwiesen.
Bis Ende des Jahres 1946 wurden in Schweden 987 solcher Sichtungen gemeldet.

## Erklärungsversuche

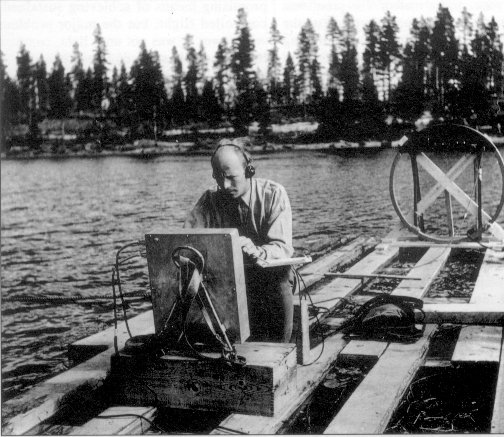
Suche des schwedischen Luftwaffenoffiziers Karl-Gösta Bartoll nach einer Geisterrakete, die am 19. Juli 1946 in den Kölmjärv-See in Schweden eingeschlagen ist (Juli/August 1946)

Zunächst wurde vermutet, dass es sich bei den kugelförmigen Objekten um Meteoroiden gehandelt haben könnte. Dies wurde jedoch von Wissenschaftlern aufgrund der ungewöhnlich hohen Anzahl und des ebenso ungewöhnlichen Flugverhaltens der gesichteten Objekte ausgeschlossen.
Welcher Art die Objekte seinerzeit waren, ist unklar. Eine Erklärungsmöglichkeit ist, dass es sich bei den Objekten um sowjetische Raketen handelte. Dafür sprach damals, dass die Objekte aus Richtung der UdSSR kamen und bereits während des Zweiten Weltkriegs mehrfach deutsche V2-Raketen bei Starts in Peenemünde vom Kurs abgekommen und in Südschweden eingeschlagen waren – so geschehen beispielsweise am 13. Juni 1944 beim Ort Bäckebo in Småland. Dagegen sprach, dass es auch Berichte von sehr tief fliegenden gesichteten Objekten gab, sowie die Tatsache, dass nach dem Zweiten Weltkrieg keinerlei Tests von V2-Raketen in Peenemünde verzeichnet sind.